# Павел Гередье
Павел (Пал) Гередье (венг. Geregye nembeli Pál; ок. 1206—1270/1271) — влиятельный венгерский барон. Он дважды служил королевским судьёй во время правления короля Белы IV.

## Семья
Павел родился около 1206 года. Представитель венгерского рода Гередье. Сын Эта I, воеводы Трансильвании около 1200 года. У него также был младший брат, Гередье I, предок семьи Эгервари из комитата Ваш.
Павел женился на внучке палатина Венгрии Пата Дьёра около 1228 года. Венгерский историк Аттила Жолдос считал, что Пат Дьёр был среди тех дворян, которые замышляли свергнуть короля Андраша II и короновать его старшего сына, восьмилетнего принца Белу, в 1214 году. После этого он стал опозорен при королевском дворе и стал сторонником принца Белы. Брак между Павлом и внучкой Пата должен был укрепить отношения между сторонниками Белы. У них было четыре сына и дочь. Старший из них, Миклош Гередье, исполнял важные придворные функции, в то время как его младшие братья (Иштван, Гередье II и Эт II) поддерживал его политические амбиции в Трансильвании. Единственная дочь Павла, Агнесса, стала монахиней на острове Маргарет после смерти своего мужа. В 1276 году Агнесса утверждала, что ей было примерно 50 лет в том году. Предположительно, она была первым ребёнком Павла Гередье.

## Сторонник Белы
Павел унаследовал родовое владение от своего отца недалеко от границы комитатов Ваш и Зала, где река Шарвиз впадает в реку Зала. Он был впервые упомянут исторических записями в 1224 году как сторонник герцога Белы. Павел и юный принц были ровесниками. Когда король Андраш II восстановил своего сына Белу как герцога Славонии, Бела начал военную кампанию против Домальда Сидрагского, мятежного далматинского дворянина, и захватил крепость Домальда в Клисе. Павел Гередье также участвовал в этой кампании, он победил и захватил Бойзена, брата Домальда, а после возвращения Клиса он также заключил в тюрьму самого Домальда и спас двенадцать дворян. В 1229 году Павел Гередье также участвовал в неудачном походе против Галицского княжества. Герцог Австрии Фридрих II вторгся в западные части Венгрии в 1230 году, в ответ Бела IV начал военные действия против Австрии. Павел Гередье участвовал в захвате замков Боростьянке и Ланцер (сегодня Бернштайн и Бургруин Ландзее в Австрии), а также разрушил возведённые австрийцами плотины, которые перекрыли течение реки Мур для затопления соседних деревень. В 1231 году король Андраш II возглавил очередной поход на Галицкое княжество. Павел также участвовал в осаде Галича, когда король успешно восстановил на галицком троне своего младшего сына Андраша.
После смерти Андраша II, Бела IV вступил на венгерский престол осенью 1235 года. Его бывшие верные слуги во время его герцогского периода были повышены до самых высоких придворных должностей, параллельно с увольнениями и тюремными заключениями верных баронов его отца Андраша. Павел был назначен ишпаном комитата Фейер Белой IV в 1238 году, он занимал эту должность до 1241 года. По данным Габора Бели и Ласло Марко, он служил в этом качестве до мая 1242 года. Тем временем монголы вторглись в Венгрию и уничтожили армию Белы в битве при Мохи 11 апреля 1241 года. Нет никаких упоминаний о том, что Павел Гередье участвовал в этой катастрофической битве. Тем не менее, королевский судья Андраш, сын Серафина, был убит на поле боя, а король Бела IV, которому удалось бежать в Далмацию, назначил Павла Гередье в качестве его преемника в должности королевского судьи.

## После монгольского нашествия
Зимой 1241—1242 годов король Бела IV поручил Павлу Гередье охрану дунайской границы, однако монголы переправились через замёрзшую реку и вторглись в Трансданубию, поэтому Павел был постепенно вынужден отступить. После ухода монголов в мае 1242 года, Павел был ответственен за восстановление региона Тисантул, он служил в этом качестве до июня 1246 года. За это время Павел восстановил порядок, уничтожил преступные группы и собрал и расселил беглое население. Он также следил за возобновлением работы трансильванских соляных шахт. За свою службу он был назначен ишпаном комитата Сольнок в 1245 году и занимал этот пост до 1247 года.
Павел Гередье участвовал в битве на реке Лейта 15 июня 1246 года, где король Венгрии Бела IV победил австрийскую армию, а герцог Фридрих Сварливый также был убит. Павел был тяжело ранен в бою и захвачен врагом вместе со своими семью товарищами. Австрийцы держали их в плену до тех пор, пока Павел не заплатил 1000 марок выкупа. После этого Павел вернулся в Венгрию. Около сентября 1248 года он был назначен королевским судье во второй раз. Он занимал этот пост в течение шести лет, до апреля 1254 года, когда его сменил Генрих I Кёсеги из рода Хедер. Между 1248 и 1255 годами он также служил в качестве ишпана комитата Зала.
К 1236 году Павел Гередье уже владел Jenő (сегодня Инеу, Румыния) вдоль северного берега реки Шебеш-Кереш (Кришул-Репеде). 21 января 1249 года Бела IV подарил Павлу города Садан, Оканин, Кер (Шериу) и Бельчи на реке Кереш. Он также получил Беретто (после этого он также был назван «лорд Беретто»), Саранд и Алмаш среди других. Ему были пожалованы ряд имений в комитатах Бихар, Сольнок и Красна. После монгольского нашествия Бела IV отменил королевскую прерогативу строить и владеть замками, способствуя возведению почти 100 новых крепостей к концу его правления. Выйдя на пенсию из политики, Павел построил Sólyomkő (теперь в Алешд, Румыния) и замок Адорьян.
Несмотря на то, что он был одним из крупнейших землевладельцев в правление Белы с 1240-х годов, Павел также приобрёл земли и поместья с помощью силы. Его войска захватили земельные владения соседнего клана Чанад вдоль реки Шебеш-Кереш. Это событие произошло около 1255 года. В следующем году Бела обязал его вернуть приобретённые земли первоначальным владельцам. Примерно в то же время Павел был опозорен при королевском дворе и никогда больше не занимал никаких высоких постов или должностей. В 1265 году он обменял свои поместья в комитате Зала на земли своего племянника в Тисантуле (главным образом в графстве Бихар), таким образом, клан Гередье разделился на две ветви (семья Павла и ветвь Эгервара, которые остались землевладельцами в Западной Венгрии). Вскоре после этого Барнабас Гередье обвинил своего дядю Павла в том, что тот силой изгнал его из его новых владений. Бела IV начала расследование и оправдал Павла. Однако Павел Гередье отказался вернуть поместья своему родственнику. Согласно хартии 1278 года, Павел и его сыновья незаконно владели землёй Секелихид (сегодня Сэкуени, Румыния). В документе говорится, что эта собственность принадлежала клану Гуткелед до тех пор, пока Павел не захватил деревню и прилегающие к ней земли вскоре после монгольского нашествия. Павел также захватил Габорьян таким же образом.
Когда его единственная дочь Агнесса стала монахиней и в 1270 году пожертвовала унаследованные ею земли доминиканскому монастырю на острове Маргарет, Павель все ещё считался живым человеком. Павел Герегье умер либо в 1270, либо в 1271 году, когда капитул Варада (современная Орадя в Румынии) подтвердил его смерть. После его смерти, его четыре сына растратили богатство своего рода во время своего восстания. Двое из них (Гередье II и Эт II) были казнены королём Ласло IV, в то время как ветвь Павла потеряла все своё политическое влияние. Их земли и поместья (включая два замка) перешли под управлением клана Борша после их падения.